# Sättna flygbas
Sättna flygbas (IATA: -, ICAO: ESNT) var åren 1964–1998 en militär flygbas (Fält 45/58), cirka 8 km väster om Kovland och cirka 20 km nordväst om Sundsvall i Västernorrlands län.

## Historik
Flygbasen anlades år 1964 som en krigsflygbas till Jämtlands flygflottilj (F 4), och benämndes Fält 45 samt ingick i Bas 60-systemet. Planer på utbyggnad till Bas 90 fanns men genomfördes aldrig. Den sista övningen på flygbasen genomfördes år 1993. Vid ungefär samma tidpunkt gjordes basen om till en sidobas till Kubbe flygbas. Efter försvarsbeslutet 1996 utgick den år 1998 ur Flygvapnets krigsorganisation. 
Den 1 maj 2001 köpte SHRA Sundsvall (Sundsvall Raceway) flygbasen. I köpet ingick även en logementsbyggnad med 60 sängplatser, kök och matsal. Två gånger per år arrangeras av SHRA Sundsvall dragracingtävlingar på den före detta flygbasen.